# Spitignev von Brünn
Spitignev (tschechisch Spytihněv Brněnský, auch Spithiniew oder Spitignew; † 1199), Herzog von Brünn in Mähren, stammte aus dem Geschlecht der Přemysliden.

## Leben
Spitignev war der Sohn von Vratislav. Er herrschte von 1189 bis 1191 und von 1194 bis 1197 zu Brünn. Er unterstützte Heinrich von Prag auf vielen Heereszügen, indem er dessen Heer anführte.
Nach dem Tod des Bischof-Herzogs Heinrich Bretislav III. (1197) war Spitignev neben Vladislav Heinrich und Přemysl Ottokar I. einer der drei Thronanwärter. Er unterlag im Kampf um den böhmischen Thron, wurde geblendet und starb kurz darauf an den Folgen der Blendung.